# ویسکی بوربن

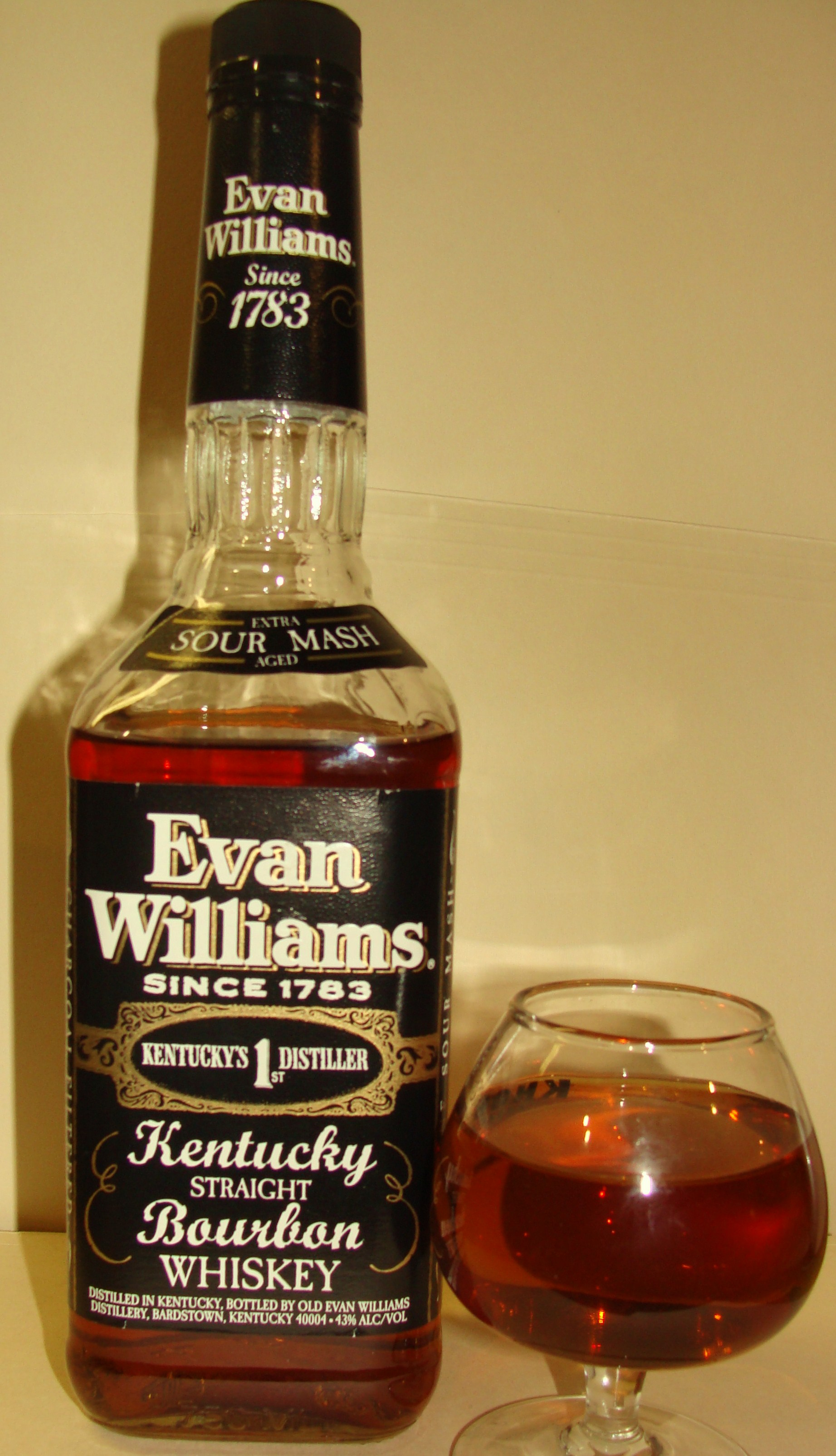
یک بطری ویسکی بوربن مارک اوان ویلیامز (Evan Williams)

ویسکی بوربُن (به انگلیسی: Bourbon whiskey) نوعی ویسکی است که از ذرت درست میشود. نام بوربن از خاندان بوربن در ایالت کنتاکی‌ گرفته شده که این نوشیدنی برای نخستین بار در آنجا درست شده است.